# ゆく年くる年 (民間放送AMラジオ)
ゆく年くる年（ゆくとしくるとし）は、日本の民放AMラジオ各局が制作し、1955/1956年から2000/2001年までそれらの各局とラジオたんぱ（現在のラジオNIKKEI）で毎年12月31日から翌1月1日に放送していた年越し番組である。

## 放送形態
1955/1956年の年越しより放送開始。コカ・コーラボトラーズがスポンサーだったため、「コカコーラ・ラジオスペシャル」という冠協賛タイトルをつけていた。
1962/1963年までは在京キー局を含む30数社の共同制作であった。
1963/1964年 - 1965/1966年は、ネットワークごとに異なる番組が放送された。1963/1964年と1964/1965年はTBSなどJRNが『ゆく年くる年』を放送したが、1965/1966年はJRNと文化放送などNRNが、異なる『ゆく年くる年』を放送した。この間はラジオたんぱ、および1961年から共同制作に加わらなかったラジオ関東も別プログラムであった。
のちに在京キー局であるニッポン放送・文化放送・TBSラジオが輪番制で番組を制作するようになった。
この放送コンテンツは、すべてのAMラジオ放送局と短波放送であるラジオたんぱで放送されていた。ラジオたんぱでは通常の『大学受験ラジオ講座』がこの番組に替わられ（12月31日は例年全局で休講）、他は通常の番組編成であった（ただし直後の長時間ニュースは30分遅れ）。
20世紀最後の年明けである2000/2001年（文化放送制作）を最後に共同制作は終了した。

## 番組終了後
中波各局は、各局独自（単独やブロックネット）の年越し特番を制作・放送している。一部の局では人員・予算の関係でニッポン放送・文化放送・TBSラジオのいずれかの年越し特番をネット受けしたり、年越し特番をせずに通常の録音ネット番組を放送する局もある。ただし、放送枠上では通常編成ながら、内容は実質年越し企画となっているところがほとんどであるが、岐阜放送ラジオ（ぎふチャン）は、中波局で唯一、2021年以降年越し特番を取りやめ、通常通り24:00で放送を休止し元日6:00から放送を開始する体制を取っている。
ラジオNIKKEI（2004年4月にラジオたんぱから愛称変更）は、深夜放送枠を縮小する番組編成をとるようになり、番組が終了した2001年以降は日本民間放送連盟加盟局では当時唯一、年越しの放送を行わなくなったが、2012年に自社制作の特番を放送。12年ぶりに年越しの放送が復活した。

## 内容一覧
| 旧年   | 新年   | 制作局       | テーマ（『〜』はタイトル）                          | 司会者                                      | 特記 |
| ------ | ------ | ------------ | --------------------------------------------------- | ------------------------------------------- | --- |
| 1955年 | 1956年 |              | いろんなことがありました                            | 森繁久彌 越路吹雪 岸恵子 千葉信男 他        | 構成：キノトール |
| 1956年 | 1957年 |              |                                                     | 森繁久彌                                    | 構成：永六輔 前田武彦 |
| 1957年 | 1958年 |              |                                                     | 森繁久彌 幸田文                             | ゲスト：大下弘（西鉄ライオンズ）、火野葦平、玉乃海 |
| 1958年 | 1959年 |              |                                                     | フランキー堺                                | 構成：永六輔、前田武彦、ゲスト：稲尾和久（西鉄ライオンズ）、岸恵子 |
| 1959年 | 1960年 |              |                                                     | 徳川夢声 香川京子                           | 日本短波放送（現：ラジオNIKKEI）初参加 |
| 1960年 | 1961年 |              |                                                     | 森繁久彌 越路吹雪                           | |
| 1961年 | 1962年 |              |                                                     | いずみたく                                  | ラジオ関東（現：RFラジオ日本）はこの年から1965年まで不参加 |
| 1962年 | 1963年 |              | 若き明日の日本の若さを                              | アイ・ジョージ 倍賞千恵子                   | |
| 1963年 | 1964年 | TBS          | 『ゆく年くる年』                                    | 高橋圭三 石井好子                           | HBC・TBC・CBC・ABC・RKBと共同制作 |
| 1963年 | 1964年 | 文化放送     | 『新春を迎えるオールナイト・ミュージック』          |                                             | |
| 1963年 | 1964年 | ニッポン放送 | 『歳末多元報道特集・新しい年の足音』                | 中村メイコ                                  | STV・YBC・SF・MBS・RCC・KBCと共同制作 |
| 1963年 | 1964年 | ラジオたんぱ | 『一本の棒のごとくに去年、今年』                    |                                             | |
| 1964年 | 1965年 | TBS          | 『ゆく年くる年』                                    |                                             | |
| 1964年 | 1965年 | 文化放送     | 『新春を迎えるオールナイト・ミュージック』          |                                             | |
| 1964年 | 1965年 | ニッポン放送 | 『オールナイト電話リクエスト・ゴールデンパレード』  |                                             | |
| 1965年 | 1966年 | TBS          | 『ゆく年くる年』（JRN版）                           | 田英夫 大沢嘉子 日野てる子                  | |
| 1965年 | 1966年 | 文化放送     | 『ゆく年くる年』（NRN版）                           | 淡谷のり子 暉峻康隆                         | |
| 1965年 | 1966年 | ニッポン放送 | 『オールナイト電話リクエスト・ゴールデンパレード』  |                                             | |
| 1966年 | 1967年 |              |                                                     | ケン田島 他                                 | 全局統一放送に戻る |
| 1967年 | 1968年 |              | 鐘よひびけ世界の空に                                | ロイ・ジェームス 矢島正明 ケン田島 清水恵子 | |
| 1968年 | 1969年 |              |                                                     | 長門裕之 南田洋子                           | |
| 1969年 | 1970年 |              | 若さでゆこう'70年                                   | ロイ・ジェームス 野沢那智 加藤登紀子        | |
| 1970年 | 1971年 |              | オン・ライン日本列島                                | 芥川也寸志                                  | |
| 1971年 | 1972年 | ニッポン放送 | 日本の伝統と若者たち                                | 黒川紀章                                    | 音楽担当は吉田拓郎 |
| 1972年 | 1973年 | TBSラジオ    | 日本の伝統と若者たち                                | 愛川欽也 見城美枝子                         | この年度から沖縄のAMラジオ3局（琉球放送・ラジオ沖縄・極東放送）が日本の放送局となり正式にネットする |
| 1973年 | 1974年 | 文化放送     | 美しい日本                                          | 愛川欽也                                    | |
| 1974年 | 1975年 | ニッポン放送 | 生きざまそして昭和50年                              | 野坂昭如                                    | 音楽担当は井上陽水、高橋竹山 |
| 1975年 | 1976年 | TBSラジオ    | 若者元年・見つめようあしたを                        | 小室等 桝井論平                             | |
| 1976年 | 1977年 | 文化放送     | 若者たち・再びロマンの海へ…旅・冒険・ロマンの世界を | みのもんた                                  | |
| 1977年 | 1978年 | ニッポン放送 | 1/35000000 〜ワカモゲラ・ニュージャパニーズ         | タモリ 西村知江子                           | 音楽担当は矢野顕子、トランザム |
| 1978年 | 1979年 | TBSラジオ    | 若いことばはエイトビートで                          | 久米宏 山本エミコ                           | |
| 1979年 | 1980年 | 文化放送     | 走れ!80年代のメロスたち                             | 梶原茂 高石ともや                           | |
| 1980年 | 1981年 | ニッポン放送 | ひとりじゃないよ・タモリの日本のご家庭大研究        | タモリ                                      | 音楽担当はみなみらんぼう、石黒ケイ |
| 1981年 | 1982年 | TBSラジオ    | 青春年齢いま20歳                                    | さだまさし                                  | |
| 1982年 | 1983年 | 文化放送     | コミュニケーション元年                              | さだまさし 吉田照美                         | |
| 1983年 | 1984年 | ニッポン放送 | '84地球はスポーツ気分                               | 山口良一 川島なお美                         | |
| 1984年 | 1985年 | TBSラジオ    | マイサウンズ・マイソング!                           | 山本コウタロー 山下久美子                   | 沖縄の極東放送がFM放送（エフエム沖縄）移管とJFN加盟のためこの回以降放送せず |
| 1985年 | 1986年 | 文化放送     | 100年後に残したいこの100曲                          | 小林克也 千倉真理                           | |
| 1986年 | 1987年 | ニッポン放送 | みんなでプッツン!高校生のゆく年くる年               | 上柳昌彦 渡辺美里                           | |
| 1987年 | 1988年 | TBSラジオ    | 史上最大のロック電リク                              | 松宮一彦 富田靖子                           | 浅草から公開生放送 |
| 1988年 | 1989年 | 文化放送     | 明日のスーパースターを探せ                          | 長嶋茂雄 他                                 | |
| 1989年 | 1990年 | ニッポン放送 | 今、一番大切なあなたへ                              | 大槻ケンヂ                                  | |
| 1990年 | 1991年 | TBSラジオ    | 脱・オタク宣言                                      | サンプラザ中野                              | |
| 1991年 | 1992年 | 文化放送     | おいしい夢を食べよう                                | 吉田照美 小川範子                           | |
| 1992年 | 1993年 | ニッポン放送 | 1億人の大合唱                                       | 伊集院光 小室哲哉                           | |
| 1993年 | 1994年 | TBSラジオ    | 夢を語れますか?                                     | 松宮一彦 岸谷五朗                           | |
| 1994年 | 1995年 | 文化放送     | 愛してるからラブレター                              | 本木雅弘 荻野目慶子                         | |
| 1995年 | 1996年 | ニッポン放送 | 未来へのマーチ                                      | 福山雅治                                    | |
| 1996年 | 1997年 | TBSラジオ    | 合言葉はHAPPY                                       | 伊集院光 櫻井智                             | 前日の『伊集院光 深夜の馬鹿力』では、公開リハーサルと称して、勝手にこの番組のパロディ企画を放送 |
| 1997年 | 1998年 | 文化放送     | 夢みる力                                            | デーモン小暮閣下 岩男潤子 広井王子          | 第3次声優ブームという事もあって、当時文化放送のアニメ・ゲーム関連番組（いわゆるA&Gゾーン）の出演者が多く登場した。新宿と渋谷からの中継もあった。この年はコカコーラの提供はなく、代わってアニメ・ゲーム関連のスポンサーが多く目立っていた |
| 1998年 | 1999年 | ニッポン放送 |                                                     | ナインティナイン                            | 1999年はナイナイの年という事で、「第九」を歌う企画（ただ曲に合わせて「ナインティナイン」と叫ぶだけのもの）。北海道（担当：STVラジオ）・沖縄（担当：ラジオ沖縄）・お台場の3元中継                                                         |
| 1999年 | 2000年 | TBSラジオ    | 次世代スター大発表                                  | 伊集院光 小倉弘子                           | 『伊集院光 日曜大将軍』をベースにした番組。松坂大輔らが出演 |
| 2000年 | 2001年 | 文化放送     | R@DIO de Communication 〜21世紀への夢               | デーブ大久保 野村邦丸 知念里奈              | 最終回、20世紀の終焉とともに45年の歴史に幕。1984年版から最終回まで民間AM放送各局とラジオたんぱの計48局でネットした |